# Fläckvingad dvärgparakit
Fläckvingad dvärgparakit (Touit stictopterus) är en fågel i familjen västpapegojor inom ordningen papegojfåglar.

## Utseende och läte
Fläckvingad dvärgparakit är en 17–18 cm lång knubbig liten papegoja. Fjäderdräkten är övervägande grön med sotbruna vingar, vita spetsar på täckarna och orangefärgade spetsar på två yttre mellersta täckare. Honan och ungfågeln har istället gröna vingtäckare med svarta fjäderbaser. I flykten hörs två eller tre raspiga "raah-reh", med första tonen lägre. Sittande verkar den vara tystlåten.

## Utbredning
Fågeln förekommer lokalt i Anderna från södra Colombia till Ecuador och nordöstra Peru. Den lever företrädesvis i bergsskogar på mellan 1 050 och 1 700 meters höjd. Tillfälligt har arten dock rapporterats sedd så lågt som på 500 meters höjd och så högt upp som på 2 300 meters höjd. 

## Status och hot
Fläckvingad dvärgparakit har en liten världspopulation bestående av uppskattningsvis endast 5 000–21 000 vuxna individer. Den tros också minska i antal till följd av habitatförlust. Internationella naturvårdsunionen IUCN kategoriserar den som nära hotad (NT).